# Margarya
Margarya là một chi [[ốc nước ngọt trong họ Viviparidae. Các loài trong chi này đều là đặc hữu của vùng hồ tỉnh Vân Nam (Trung Quốc).

## Các loài
Các loài trong chi Margarya gồm có:
- Margarya bicostata Tchang & Tsi, 1949[2]
- Margarya mansuyi (Dautzenberg & Fischer, 1906) - synonym: Margarya melanioides[3]
  - Margarya melanioides dianchiensisi[4]
- Margarya monodi Dautzenberg & Fisher, 1905[5]
- Margarya tropidophora[4]
- Margarya yangtsunghaiensis Tschang & Tsi, 1949[6]